# Prefacja
Prefacja (łac. praefatio – przedmowa) – modlitwa dziękczynna, rozpoczynająca modlitwę eucharystyczną w rzymskiej tradycji liturgicznej, przede wszystkim w Kanonie rzymskim. Stąd przeszła do liturgii niektórych wyznań chrześcijańskich z nurtu reformacyjnego.

## Nazwa
W dawnym języku łacińskim słowo praefari mogło być rozumiane w sensie „obwieszczania na głos”. Stąd prawdopodobnie zaczęto odnosić go najpierw do śpiewania Eucharystii, jako proklamacji wielkich dzieł Bożych objawionych w tajemnicach paschalnych i w dziele stworzenia.  Równolegle na terenach Galii, w liturgii gallikańskiej termin praefatio odnosił się nie do części modlitwy eucharystycznej, lecz do pewnego rodzaju wstępnego komentarza słownego do celebracji, która miała właśnie nastąpić. Według Louisa Boyera, jedna nazwa dla tych dwóch różnych znaczeń mogła sprawić, w okresie, gdy kanon dotarł do regionów gallikańskich, że zaczęto dziękczynienie otwierające modlitwę eucharystyczną rozumieć jedynie jako zwykły wstęp. Od początku jednak, co potwierdza porównanie z rytem aleksandryjskim, prefacja jest pierwszą, integralną częścią kanonu rzymskiego.

## Części
Prefacja składa się z czterech części:
- I: Dialog Wstępny (dialog kapłana z wiernymi)
- II: Formuła Otwierająca (Zaprawdę godne to i sprawiedliwe...)
- III: Część Główna (wychwala czyny Boga - w każdej prefacji inna)
- IV: Formuła Końcowa (prowadząca do aklamacji Święty, święty...)[2]

### Starodawność i znaczenie dialogu otwierającego
Dialog na początku prefacji rozpoczynającej Kanon rzymski jest jedną z najstarszych formuł liturgicznych. Pochodzi z liturgii żydowskiej. Trzeci wers „dzięki składajmy” ma swe korzenie w wezwaniu do dziękczynienia (dosł. (gr.) eucharistía), które w trakcie żydowskiego sederu paschalnego przewodniczący kieruje do obecnych, zachęcając ich do włączenia się duchowo w uroczyste błogosławieństwo zwane birkat ha-mazon. Jest ono wygłaszane przy trzecim kielichu. W prefacji cały dialog brzmi następująco:
Pan z wami.

– I z duchem twoim.

W górę serca.

– Wznosimy je do Pana.

Dzięki składajmy Panu Bogu naszemu.

– Godne to i sprawiedliwe.

## Prefacje w posoborowym Mszale rzymskim
W Mszale Rzymskim dla diecezji polskich znajdują się prefacje na niedziele i dni powszednie, a także na różne okresy roku liturgicznego i święta z nimi związane, np. prefacje na Okres Wielkanocny i poprzedzający ją Wielki Post oraz na Adwent i Okres Bożego Narodzenia. Są też prefacje na tzw. święta Pańskie błogosławiące Boga za tajemnice Najświętszej Trójcy, Ofiarowania Pańskiego, Zwiastowanie i Przemienienie Pańskie, prefacje o Najświętszej Eucharystii, Uroczystości Serca Pana Jezusa i Chrystusa Króla oraz o Krzyżu Świętym (14 września), prefacje na poświęcenie kościoła i o Duchu Świętym działającym w Kościele. Są także prefacje Maryjne i o świętych. Osobną grupę stanowią prefacje obrzędowe i w różnych potrzebach oraz za zmarłych.

### Prefacje własne modlitw eucharystycznych
Ponadto w Mszale, w wyniku Reformy liturgicznej soboru watykańskiego II opublikowano prefacje nowych modlitw eucharystycznych. Według Louisa Bouyera, już pierwsze trzy nowo ułożone  modlitwy eucharystyczne, mimo swej niedoskonałości, wraz ze skarbem prefacji przywróciły liturgii fragmenty „o wielkiej starodawności, cechujące się niezrównanym teologicznym i euchologicznym bogactwem”.